# カルモ修道院

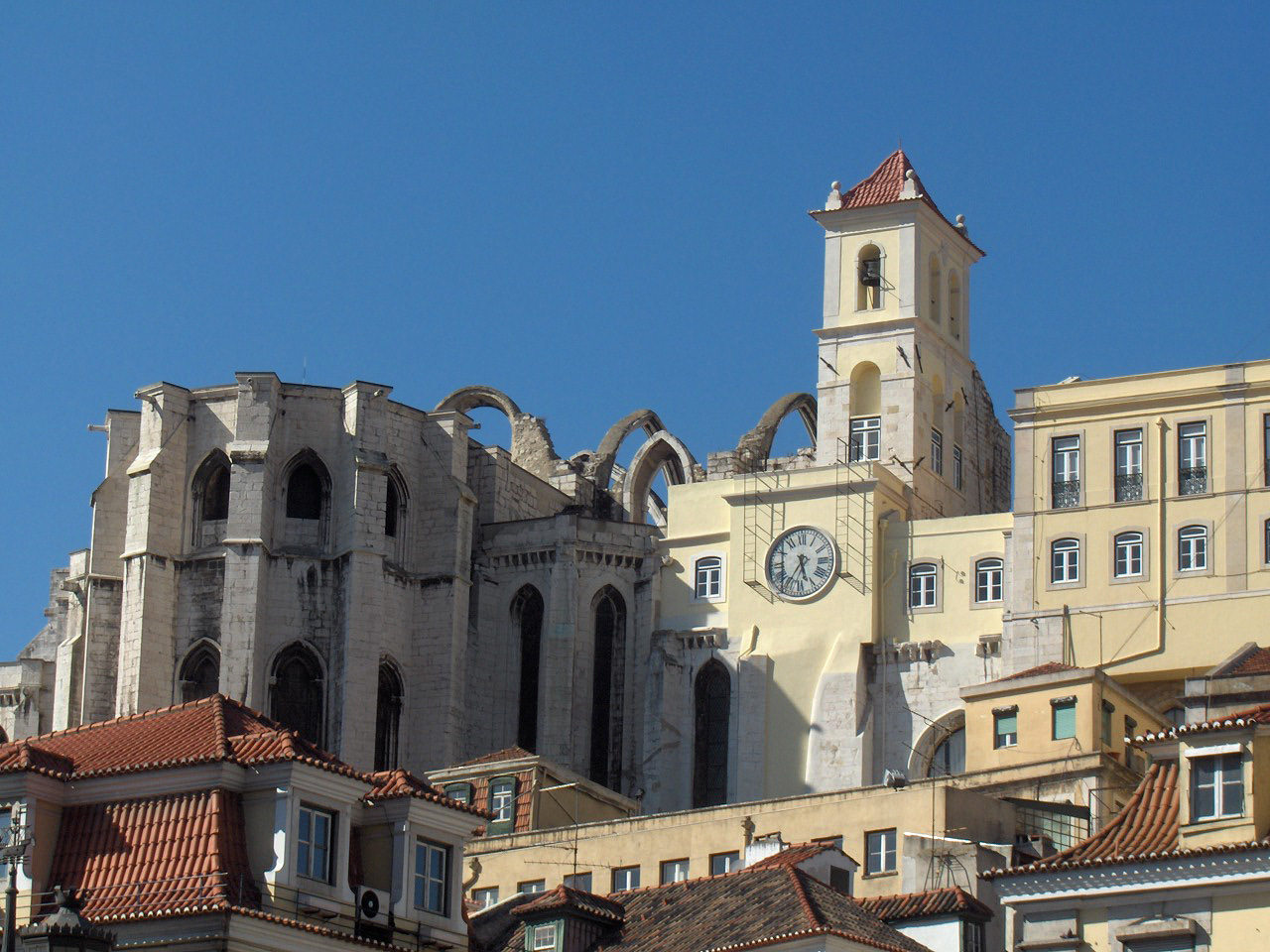
ロシオ広場からカルモ修道院のアプスを眺める

カルモ修道院（Convento da Ordem do Carmo）は、ポルトガル・リスボンにある中世につくられた修道院。1755年のリスボン地震後、再建されず廃墟となった。崩壊したゴシック様式の教会「カルモ教会」（Igreja do Carmo）は、大地震の爪痕である。
カルモ修道院は、ロシオ広場を眺める丘の上、シアード地区にある。サン・ジョルジェ城に面する。前には静かなカルモ広場があり、サンタ・ジュスタのリフトと非常に近い。
現在、カルモ教会の廃墟はカルモ建築博物館として利用されている。

## 歴史
カルモ修道院は、ポルトガルの騎士ヌーノ・アルヴァレス・ペレイラにより、1389年にカルメル会派の修道院として始められた。アルヴァレス・ペレイラは王の次の軍最高位である、ポルトガル軍総指揮官の地位にあった。ジョアン1世に仕え、1385年のアルジュバロータの戦いで軍を率いカスティーリャ軍と戦い勝利をおさめた。
カルモ修道院は、ポルトガル南部モウラから来たカルメル会信徒のすみかとなった。1404年、アルヴァレス・ペレイラは自分の財産を修道院に寄進し、1423年に自身も一僧侶として修道院へ入った。

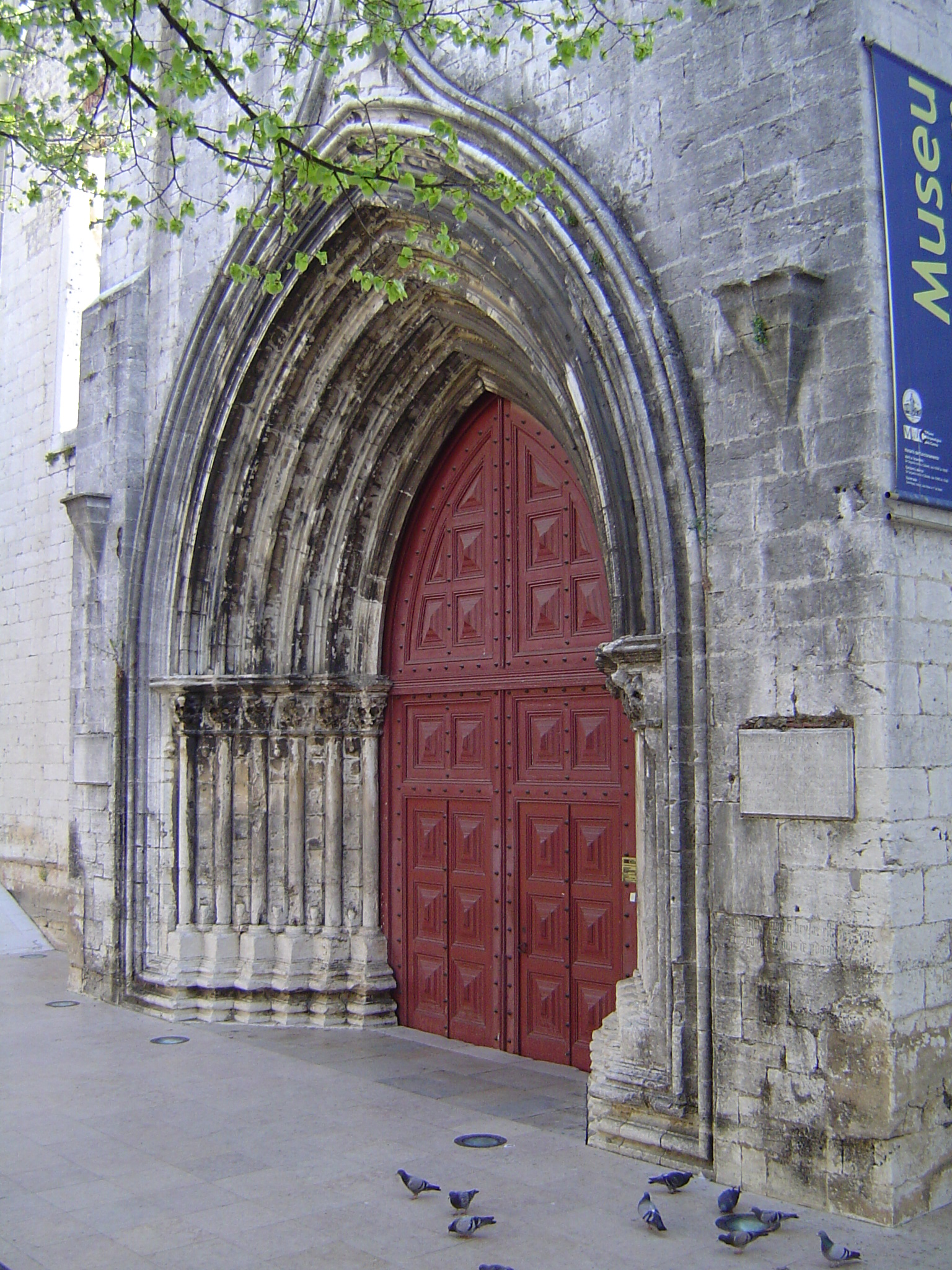
ゴシック様式の教会正門

1755年11月1日、リスボン大地震で修道院と教会のほとんどが破壊された。院内の図書館と蔵書5000冊が失われた。修道院は模様替えされ、すぐに軍の宿舎となった。木造の時期を経て、教会は二度と十分な再建がされず、1864年にポルトガル建築協会へ寄付され、壊れた建物は博物館となった。
20世紀のカーネーション革命の間、カルモ司令部はエスタド・ノヴォの大統領マルセロ・カエターノ最後の本拠地であった。旧カルモ修道院の建物は現在、グアルダ・レプブリカーナ（リスボン市警護隊）に使用されている。

## 建築
カルモ修道院と教会は、1389年から1423年にかけ簡素なゴシック様式で建てられた、典型的な托鉢修道会の建築物である。ジョアン1世が同時期に建てたバターリャ修道院の影響を受けている。市内にある他のゴシック様式教会と比べ、カルモは建築でも装飾でも他を威圧するといわれる。

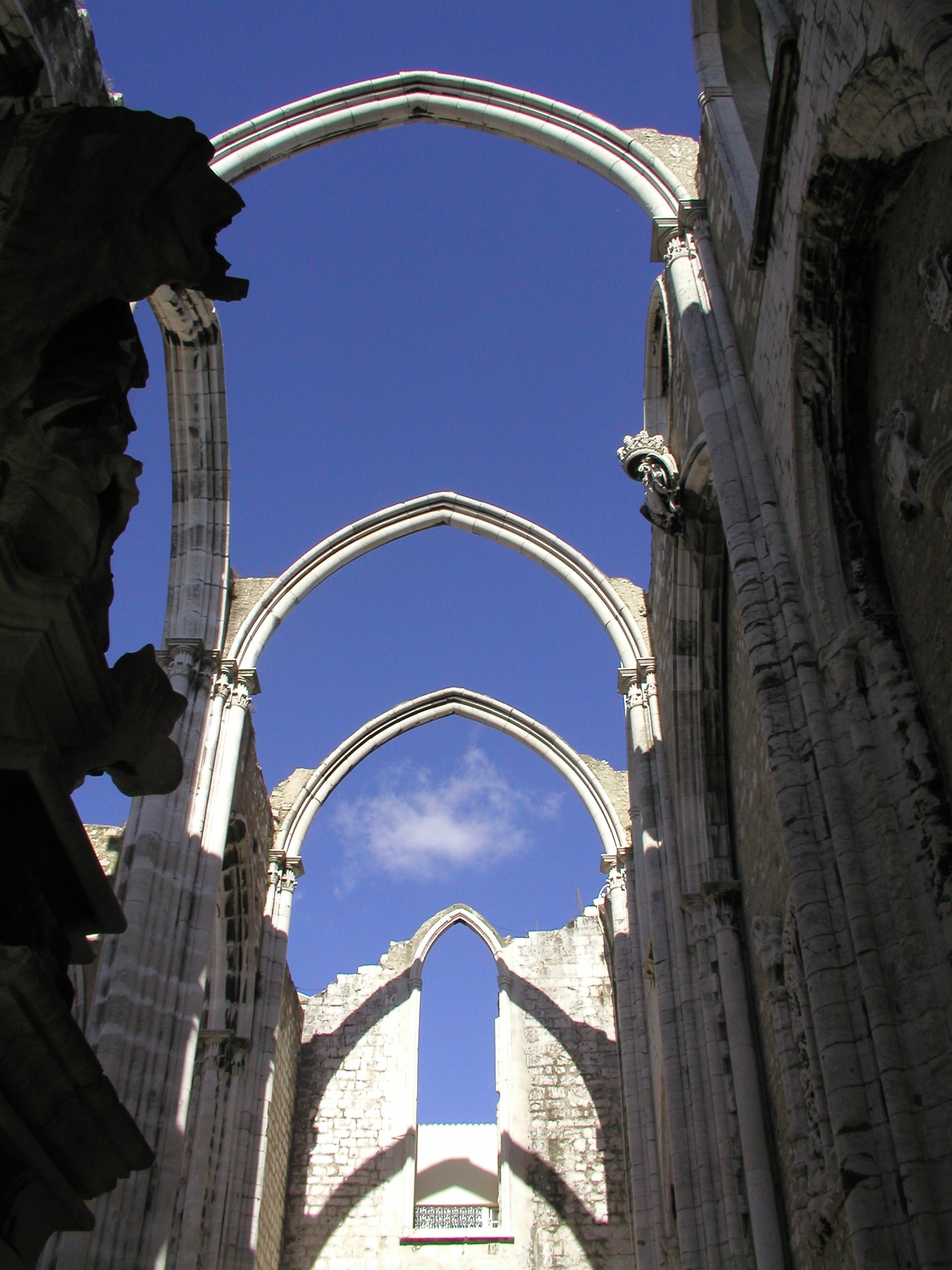

教会は、十字架型の平面図を持つ。メイン・ファサードはアーチ状の装飾を持つ正門をもち、円柱装飾は野菜や擬人法的なモチーフで飾られている。正門越しのバラ窓は破壊されている。教会の南側は5つの張り出し支え壁により補強されている。これは建設中に南壁が崩壊した後の1399年に付け加えられた物である。ファサード右にある旧修道院は、20世紀初頭に、ゴシック・リヴァイヴァル建築様式で再建された。
教会装飾は3つの回廊のある本堂、主礼拝堂と4つの側面礼拝堂をもつアプスからなる。本堂の石造りの屋根は地震後崩壊しそのまま再建されず、柱の間の一部アーチだけが今も残る。

## 博物館
本堂と、教会のアプスは小さな建築博物館として整備されている。本堂には、墓、噴水、窓、やその他建築的遺物がある。
古いアプスのある礼拝堂は展示室である。それらの一つはアザンブジャ近くの砦から出土された、紀元前3世紀から1世紀にかけての家として知られる。
ゴシック様式の墓の中に、ディニス1世の庶子フェルナォン・サンチェスのものも含まれる。彼の墓にはイノシシ狩りの光景が装飾されている。同じ装飾が、サンタレンのフランチェスコ会派修道院から博物館へ移された、フェルナンド1世の壮麗な墓にもある。他の展示物として、12世紀の王の像（アフォンソ1世と推測されている）、アズレージョ（装飾タイル）、古代ローマ帝国や西ゴート王国時代の出土品がある。
座標: 北緯38度42分44秒 西経9度8分24秒 / 北緯38.71222度 西経9.14000度